# AMPINエナジー・トランジション
AMPINエナジー・トランジション (英語: AMPIN Energy Transition, 旧称AMPエナジー・インディア) は、2016年6月に設立されたインドの再生可能エネルギー企業である。

## 歴史
AETPLは2016年6月に設立され、インドで活動を開始した。同社の主な焦点は、再生可能エネルギー発電資産の開発です。同社は、さまざまなクラスターにわたってポートフォリオを戦略的に開発し、個別の投資家からの投資を集めている。
2023年、同社はアジアインフラ投資銀行（AIIB）、三井住友銀行（SMBC）、インターミディエイト・キャピタル・グループ（ICG）という3大支援者から大規模な投資を受けた。 AMPINはAIIB、SMBC、ICGから最大2億5000万ドルの投資を確保している。これまでに最大1億2500万ドルを注入。 これまでのAETPLへの総投資額は約5億1,000万ドルとなっている。

## 工場とその能力のリスト

### オープンアクセス
| 位置                     | プロジェクト数 | プロジェクト容量 (MWp) |
| ------------------------ | -------------- | ---------------------- |
| カルナータカ州           | 3              | 135                    |
| マハーラーシュトラ州     | 4              | 93.5                   |
| ウッタル・プラデーシュ州 | 4              | 116                    |
| ラージャスターン州       | 3              | 135                    |
| グジャラート州           | 1              | 52.2 MW                |
| タミル・ナードゥ州       | 1              | 21                     |

### 分散型生
| 総容量 (MWp) | プロジェクト数 |
| ------------ | -------------- |
| 57.3         | 18             |

### 使用
| 位置           | プロジェクト数 | プロジェクト容量 (MWp) |
| -------------- | -------------- | ---------------------- |
| テランガーナ州 | 1              | 18                     |